# 遇見·再見
《遇見·再見》（Our See You Time）是中國女子偶像團體火箭少女101的第二張，也是最後一張迷你專輯，於2020年5月25日发行。

## 背景
- 《遇見·再見》是火箭少女101的告別團體專輯。
- 整張專輯是火箭少女101 11个女孩的青春记录，充分紀錄了過去2年的每個瞬間 - 从Our Show Time相遇、相互陪伴的Our Special Time、一同成长的Our Shining Time，以及稍纵即逝的Our Soon Time[1][2]。

## 詞曲創作概要
專輯收錄了2首舞曲和2首抒情曲：
- 《11次心跳》
  - 告別團專《遇見·再見》首支單曲。此歌曲代表著火箭少女101的Our Show Time。
  - 歌曲以成员之间的陪伴与默契為中心，讲述了11次心跳的奇妙际遇。整首歌旋律欢快俏皮，跟《创造101》的主题曲风格相近，一瞬间唤醒了2018年的那个夏天11位少女在创造101舞台绽放、闪耀成团的心动记忆。歌词里巧妙融合了“你越喜爱我越可爱”、“rocket girl”等曾经的歌词元素，记录着火箭少女101的每一个成长节点。[1]
  - 音源於2020年5月25日公開。

- 《噓! 我跟你講》
  - 告別團專第二支單曲。此歌曲代表著火箭少女101的Our Special Time。
  - 歌曲由火箭少女101親自作詞。成员将自己成团两年以来想对团员们、粉丝朋友们表达的肺腑之言以散文的形式呈现於歌詞中，並配上不舍、感恩、感概的情感，以及口語化的方式錄製歌曲。
  - 音源於2020年6月1日公開。

- 《硬糖》
  - 告別團專第三支單曲，是一首Latin Pop（拉丁流行）舞曲。此歌曲代表著火箭少女101的Our Shining Time。
  - 《硬糖》這首歌曲传达出火箭少女101所代表的的女团精神——希望每一个女孩子都活成一颗硬糖：用坚硬的外壳面对人生，用甜美的内心面对生活，成为自己的“女王”[3][4]。
  - 音源於2020年6月18日公開；MV於2020年6月19日公開。

- 《5452830》
  - 告別團專第四支單曲，也是火箭少女101最後一支單曲。此歌曲代表著火箭少女101的Our Soon Time。
  - 歌曲名稱有多個含義 - 《5452830》里三个质数、三个偶数，交替排列，意味着一个循环。有时候人們以为一些离别将会是结束，其实也是另一段新的开始；《5452830》也是一串数字语言，意思為「無時無刻不想你」[4]。
  - 音源於2020年6月23日（火箭少女101畢業當天）公開。

## 曲目
| 曲序     | 曲目         |             | 作曲                        | 编曲                 | 时长  |
| -------- | ------------ | ----------- | --------------------------- | -------------------- | ----- |
| 1.       | 11次心跳     | 王雅君 Yamy | Joakim Dalqvist Linda Quero | 纪佳松 Daniel Kim    | 3:19  |
| 2.       | 噓! 我跟你講 | 火箭少女101 | 王天放                      | 赫连长泓             | 4:23  |
| 3.       | 硬糖         | 焦东        | Daniel Kim Megan Lee 纪佳松 | 纪佳松 Daniel Kim    | 3:21  |
| 4.       | 5452830      | 唐恬        | 周品                        | 黎子琨 王东宇 林逸航 | 4:25  |
| 总时长： | 总时长：     | 总时长：    | 总时长：                    | 总时长：             | 15:30 |

## 商業成績
- 2020年12月，火箭少女101凭借专辑《遇見·再見》入围亚洲流行音乐大奖2020 最佳华语团体奖。[5]。